# 大根山
大根山（おおねやま）は、愛知県名古屋市緑区の町名。現行行政地名は大根山一丁目及び大根山二丁目。住居表示未実施。

## 地理
名古屋市緑区の南部に位置し、東と南に文久山と清水山、西に忠治山、北に大高町と接する。

## 歴史

### 沿革
- 2008年（平成20年）11月1日 - 大高町字池上・大根山・北忠治山・添上山・殿山・坊主山の一部を編入し、大根山を設置[1]。

## 世帯数と人口
2019年（平成31年）3月1日現在の世帯数と人口は以下の通りである。
| 丁目                 | 世帯数  | 人口  |
| -------------------- | ------- | ----- |
| 大根山一丁目・二丁目 | 272世帯 | 780人 |

### 人口の変遷
国勢調査による人口の推移
| 2010年（平成22年） | 530人 | [ 7 ] |  |
| 2015年（平成27年） | 701人 | [ 8 ] |  |

## 学区
市立小・中学校に通う場合、学校等は以下の通りとなる。また、公立高等学校に通う場合の学区は以下の通りとなる。なお、小・中学校は学校選択制度を導入しておらず、番毎で各学校に指定されている。
| 丁目         | 小学校                                      | 中学校                                    | 高等学校 |
| ------------ | ------------------------------------------- | ----------------------------------------- | -------- |
| 大根山一丁目 | 名古屋市立桶狭間小学校                      | 名古屋市立有松中学校                      | 尾張学区 |
| 大根山二丁目 | 名古屋市立南陵小学校 名古屋市立大高北小学校 | 名古屋市立有松中学校 名古屋市立大高中学校 | 尾張学区 |

## その他

### 日本郵便
- 郵便番号 : 459-8007[4]（集配局：緑郵便局[11]）。